# 新知東町
新知東町（しんちひがしまち）は、愛知県知多市にある地名。現行行政地名は新知東町1丁目から新知東町3丁目。

## 地理
知多市の北部に位置し、北東に新知台、北東から南東にかけてにしの台、他は新知に接している。

## 歴史
- 2001年（平成13年）11月10日 - 土地区画整理事業の換地処分に伴い、新知の一部の字を分離し、新知東町1丁目及び新知東町2丁目を設置[1]。
- 2013年（平成25年）1月26日 - 土地区画整理事業の換地処分に伴い、新知、佐布里、岡田、にしの台3〜4丁目、新知東町2丁目の各一部の字を分離し、新知東町3丁目を設置[1]。

## 世帯数と人口
2019年（令和元年）6月1日現在の世帯数と人口は以下の通りである。
| 町丁     | 世帯数    | 人口    |
| -------- | --------- | ------- |
| 新知東町 | 1,248世帯 | 3,380人 |

## 小・中学校の学区
市立小・中学校に通う場合、学区は以下の通りとなる。
| 番・番地等 | 小学校             | 中学校             |
| ---------- | ------------------ | ------------------ |
| 全域       | 知多市立新知小学校 | 知多市立中部中学校 |

## 施設
- 知多市立中部中学校

## その他

### 日本郵便
- 郵便番号 : 478-0065[4]（集配局：知多郵便局[7]）。